# 883 (číslo)
Osm set osmdesát tři je přirozené číslo. Římskými číslicemi se zapisuje DCCCLXXXIII a řeckými číslicemi ωπγʹ. Následuje po čísle osm set osmdesát dva a předchází číslu osm set osmdesát čtyři.

## Matematika
883 je:
- Deficientní číslo
- Prvočíslo
- Nešťastné číslo
- Součet tří po sobě jdoucích prvočísel (283 + 293 + 307)

## Astronomie
- (883) Matterania je planetka hlavního pásu, kterou v roce 1917 objevil Max Wolf

## Roky
- 883
- 883 př. n. l.